# Tarifgemeinschaft Christlicher Gewerkschaften für Zeitarbeit und Personalserviceagenturen
Die Tarifgemeinschaft Christlicher Gewerkschaften für Zeitarbeit und Personalserviceagenturen (CGZP) war ein Zusammenschluss von Einzelgewerkschaften im Christlichen Gewerkschaftsbund (CGB). Nach einem Beschluss des Bundesarbeitsgerichts aus dem Dezember 2010 war die Tarifgemeinschaft nicht tariffähig, damit waren mit ihr abgeschlossene Tarifverträge nichtig. Im Mai 2012 entschied das Bundesarbeitsgericht, dass die Tariffähigkeit bereits seit ihrer Gründung nicht gegeben war. Das Bundesverfassungsgericht bestätigte 2015 die von den Arbeitsgerichten ausgesprochene rückwirkende Tarifunfähigkeit. Die CGZP trat seitdem nicht mehr in Erscheinung.

## Geschichte und Struktur
Die Tarifgemeinschaft Christlicher Gewerkschaften für Zeitarbeit und Personalserviceagenturen (CGZP) wurde im Herbst 2002 von sechs Gewerkschaften des Christlichen Gewerkschaftsbundes (CGB) gegründet. Die CGB-Mitgliedsgewerkschaften Verband Deutscher Techniker (VDT), Bund der Hotel-, Restaurant- und Cafeangestellten - Union Ganymed und Christliche Gewerkschaft Postservice und Telekommunikation (CGPT) traten jedoch bis 2009 aus der Tarifgemeinschaft aus. Zuletzt gehörten ihr daher nur noch folgende drei CGB-Mitgliedsgewerkschaften an:
- Christliche Gewerkschaft Metall (CGM)
- DHV – Die Berufsgewerkschaft (DHV)
- Gewerkschaft Öffentlicher Dienst und Dienstleistungen (GÖD)

## Erster abweichender Tarifabschluss
Am 1. Januar 2003, hob der damalige Bundesminister für Wirtschaft und Arbeit der Regierung Schröder, Wolfgang Clement, im Zuge der Agenda 2010 zum Zwecke der "Flexibilisierung des Arbeitsmarktes" mehrere gesetzliche Rahmenbedingungen für die Zeitarbeit aus dem Arbeitnehmerüberlassungsgesetz (AÜG) ersatzlos auf. In einem Ausgleich für die Abschaffung der Beschränkung der Höchstüberlassungsdauer, des Befristungsverbotes, des Wiedereinstellungsverbotes und des Synchronisationsverbotes wurde ein neuer Gleichbehandlungsgrundsatz eingeführt. Mit diesem sollten Zeitarbeitnehmer den Stammarbeitnehmern hinsichtlich Lohn, Urlaub und Arbeitszeit (sog. equal pay und equal treatment) formal gleichgestellt werden. Der Minister Wolfgang Clement verzichtete dabei aber auf eine gesetzlich unverrückbare Festschreibung und ergänzte den Gesetzestext mit der einschränkenden Formulierung "Ein Tarifvertrag kann abweichende Regelungen zulassen".
Am 24. Februar 2003 wurde dann durch die CGZP der erste abweichende bundesweite Flächentarifvertrag für Zeitarbeitsunternehmen mit der Interessengemeinschaft Nordbayerischer Zeitarbeitsunternehmen (INZ) abgeschlossen. Dies betraf um die 40 Mitgliedsunternehmen mit etwa 10.000 Beschäftigten. Das Lohnniveau lag um 40 % unter dem, was der Bundesverband Zeitarbeit BZA mit dem DGB bereits ausgehandelt hatte. Daraufhin unterzeichnete der BZA die Vereinbarung nicht, sondern handelte in der Folge mit dem DGB Tariflöhne aus, die in der untersten Lohngruppe um ein Drittel niedriger lagen als der gesetzliche Mindestlohn im Bauhauptgewerbe. Damit wurden Niedriglöhne in der Zeitarbeitsbranche etabliert und die Unternehmen begannen, die Arbeitnehmerüberlassung nicht mehr nur zum Abfedern von Auftragsspitzen zu nutzen, sondern Stammpersonal zu entlassen und Leiharbeiter dauerhaft zu beschäftigen. Auch die Anreize, betriebsbedingt entlassenes Personal bei erneutem Mitarbeiterbedarf nicht direkt, sondern nur als Leiharbeiter wieder einzustellen („Drehtüreffekt“), nahmen zu.
Heute sind die Arbeitgeberverbände INZ und MVZ zum Arbeitgeberverband Mittelständischer Personaldienstleister (AMP) fusioniert, der die Tarifpartnerschaft mit der CGZP weiterführt. Darüber hinaus hat die CGZP zahlreiche Firmentarifverträge abgeschlossen. Mit den beiden anderen Arbeitgeberverbänden Bundesverband Zeitarbeit Personal-Dienstleistungen (BZA) und Interessenverband Deutscher Zeitarbeitsfirmen (iGZ) bestehen keine Tarifverträge.
Die CGZP hat am 24. November 2010 noch ein neues Tarifwerk zur Zeitarbeit mit dem kleinen Arbeitgeberverband Mercedarius abgeschlossen.

## Kontroversen
Die Tariffähigkeit der CGZP wurde, ebenso wie ihre Zuständigkeit für den Abschluss von Tarifverträgen für die Zeitarbeitsbranche vom Bundesarbeitsgerichts in Erfurt verneint.
Im ARD-Politmagazin Report Mainz wurde am 10. Dezember 2007 erneut erhebliche Kritik an den Tarifverträgen der CGZP geübt. In einer Studie des Rechtswissenschaftlers Peter Schüren vom Institut für Arbeits-, Sozial- und Wirtschaftsrecht an der Universität Münster bezweifelt dieser die Tariffähigkeit der CGZP und damit auch die Gültigkeit der Tarifverträge. Zur gegenteiligen Auffassung gelangt Marc Lembke mit heftiger Kritik an der methodischen Vorgehensweise von Schüren.
Der damalige stellvertretende Vorsitzende der Gewerkschaft ver.di Gerd Herzberg wies 2009 darauf hin, dass sich die CGZP in einem Gerichtsverfahren auf ein Gutachten des Arbeitgeberverbands gestützt habe, was in seinen Augen den Schluss nahelege, dass die CGZP zu einer eigenen Prozessführung gar nicht fähig sei und somit ihre Unabhängigkeit zweifelhaft sei.
Selbst der Zeitarbeitgeber-Verband IG-Zeitarbeit kommt in einer Stellungnahme über die Auswirkungen bei Feststellung der Tarifunfähigkeit der CGZP zu dem Schluss: "Da die mit dem CGZP abgeschlossenen Tarifverträge von Anfang an unwirksam wären,
könnten die Arbeitnehmer die Lohnansprüche rückwirkend bis zur Verjährungsgrenze von drei Jahren geltend machen (§ 195 BGB)."
Weiterhin macht die IGZ deutlich, dass Leiharbeiter unter diesem Aspekt rückwirkend Anspruch auf die Vergütung des Stammbetriebes haben, der gewöhnlich deutlich höher ist als der Lohn der Leiharbeiter.
"Teilweise wird zur Reduzierung der Haftungsrisiken empfohlen, einzelvertraglich wirksame Ausschlussfristen zu vereinbaren (die in den CGZP-Tarifverträgen vereinbarten Ausschlussfristen sind bei Unwirksamkeit der CGZP-Tarifverträge gleichermaßen unwirksam). Nach der Rechtsprechung dürfen einzelvertragliche Ausschlussfristen nicht kürzer als drei Monate sein. Allerdings beginnt eine Ausschlussfrist erst mit Fälligkeit zu laufen. Es ist sehr zweifelhaft, ob eine solche Frist überhaupt in Gang gesetzt wird, wenn ein Equal Treatment-Anspruch objektiv besteht, aber nicht abgerechnet wurde. Denn nach der Rechtsprechung des Bundesarbeitsgerichts beginnt die Fälligkeit erst dann, wenn der Arbeitnehmer objektiv in der Lage ist, die Anspruchshöhe zu beziffern (BAG, Urteil vom 9. Februar 2005 - 5 AZR 175/04). Deshalb spricht viel dafür, dass auch eine arbeitsrechtlich zulässige Ausschlussfrist von drei Monaten nicht geeignet ist, die rückwirkende Geltendmachung zu verhindern. Das BAG wird nach aller Voraussicht auch keinen Vertrauensschutz gewähren. So hat das höchste deutsche Arbeitsgericht festgestellt, dass der gute Glaube in die Tariffähigkeit einer Gewerkschaft – und damit in die Wirksamkeit eines Tarifvertrages – nicht geschützt sei
(BAG, Urteil vom 15. November 2006 – 10 AZR 665/05)."

## Rechtsprechung

### Arbeitsgericht Berlin
Das Arbeitsgericht Berlin hat mit Beschluss vom 16. Januar 2007 (Aktenzeichen: 81 Ca 27913/05) ein Verfahren bis zu einer Entscheidung des Bundesarbeitsgerichts ausgesetzt, weil zumindest zwei der Gewerkschaften der CGZP – die Christliche Gewerkschaft Postservice und Telekommunikation und der Deutsche Handels- und Industrieangestelltenverband – gemäß ihren Satzungen nicht für die Zeitarbeitsbranche zuständig sind.
Das Arbeitsgericht Berlin hat am 5. Februar 2008 (Az. 54 BV 13961/06) entschieden, dass dieses Verfahren einzustellen ist. Hintergrund war der Umstand, dass der von den tariflichen Regelungen betroffene Arbeitnehmer die Klage zurückgezogen hatte und nicht mehr am Verfahren beteiligt war. Das Gericht ließ jedoch erneut durchblicken, dass es erhebliche Zweifel an der Wirksamkeit der Tarifverträge der Tarifgemeinschaft habe. Es hat in seiner mündlichen Begründung darauf hingewiesen, dass Arbeitnehmer eine mögliche mangelnde Tariffähigkeit einer Gewerkschaft gerichtlich nur eingeschränkt feststellen lassen können. Ihr Feststellungsinteresse kann sich immer nur auf den Tarifvertrag beziehen, der auf ihr Beschäftigungsverhältnis Anwendung findet. Deshalb war eine sogenannte Nebenintervention eines Zeitarbeitnehmers in diesem Verfahren aus Sicht des Gerichtes nicht zulässig.

### Arbeitsgericht Osnabrück
Das Arbeitsgericht Osnabrück hat in einem Beschluss vom 15. Januar 2007 (Az. 3 Ca 535/06) erhebliche Zweifel an der Tariffähigkeit der CGZP geäußert. Allein von der Anzahl der von der CGZP abgeschlossenen Tarifverträge gehe keine Indizwirkung für das Vorliegen der Tariffähigkeit aus, da alle diese Tarifverträge lediglich der Absenkung gesetzlicher Mindeststandards dienten. Zudem habe die CGZP mangels nennenswerter Mitgliederzahlen keinerlei demokratische Legitimation und repräsentiere letztlich niemanden. Da die Frage der Tariffähigkeit aber nicht entscheidungserheblich war, erfolgte letztlich keine Entscheidung zu dem Status der CGZP.

### Arbeitsgericht Limburg
Auch das Arbeitsgericht Limburg hat Zweifel an der Tariffähigkeit der CGZP geäußert und deshalb ein Verfahren bis zu einer Entscheidung des BAG dazu ausgesetzt. Das Arbeitsgericht hat dazu folgendes ausgeführt:

- Die Tariffähigkeit der Tarifgemeinschaft christlicher Gewerkschaften Zeitarbeit und PSA (CGZP) wird in der ganz überwiegenden Literatur bezweifelt.
- Die Zweifel an der Tariffähigkeit der CGZP ergeben sich unter dem Gesichtspunkt, dass bislang für Tarifverträge der CGZP Bedingungen bekannt geworden sind, die stets vom gesetzlichen Niveau nach unten abweichen, insbesondere, soweit es die gesetzliche Forderung des equal pay in § 9 Nr 2 AÜG betrifft. Dies spricht eher gegen die Durchsetzungskraft und Leistungsfähigkeit der hinter ihr stehenden Gewerkschaften. Die Tariffähigkeit einer Gewerkschaft erweist sich aber vor allen Dingen dadurch, dass sie in der Lage ist, Arbeitsbedingungen zu Gunsten der von ihr vertretenen Mitglieder durchzusetzen.
- Zweifel an der Tariffähigkeit ergeben sich auch unter dem Gesichtspunkt, dass bislang nicht bekannt ist, über wie viele Mitglieder die CGZP bzw. die in ihr vereinigten Gewerkschaften verfügen. Zweifel an der Mächtigkeit ergeben sich unter dem Gesichtspunkt, dass die Arbeitgeber für diese Gewerkschaften Mitgliederwerbung betreiben.
- Die Tariffähigkeit einer Spitzenorganisation i. S. d. § 2 Abs. 3 TVG ist davon abhängig, dass alle ihre Mitglieder ihrerseits tariffähig sind. Unter diesem Gesichtspunkt ergeben sich Zweifel an der Tariffähigkeit und der Tarifzuständigkeit der CGZP.

### Erst- und zweitinstanzliche Feststellung der fehlenden Tariffähigkeit
Am 1. April 2009 entschied das Arbeitsgericht Berlin (Az. 35 BV 17008/08) auf Antrag des Landes Berlin und der DGB-Gewerkschaft ver.di, dass die CGZP nicht tariffähig ist, weil es ihr an der erforderlichen Sozialmächtigkeit fehle. Auf die Beschwerde der CGZP bestätigte das Landesarbeitsgericht Berlin-Brandenburg durch Beschluss vom 7. Dezember 2009 (Az. 23 TaBV 1016/09), die Entscheidung des Arbeitsgerichts, dass die CGZP nicht tariffähig ist, weil sich ihre Mitgliedsgewerkschaften nicht im gesamten Umfang ihrer (unteilbaren) Tariffähigkeit zusammengeschlossen haben, sondern die Tarifangelegenheiten nur für die Branche der Zeitarbeit der CGZP übertragen haben. Außerdem gehe der in der Satzung der CGZP festgelegte Organisationsbereich für die gewerbliche Arbeitnehmerüberlassung in allen Wirtschaftszweigen über den ihrer Mitgliedsgewerkschaften hinaus, die in ihren Satzungen nur Regelungen für die Zeitarbeit in ihren Branchen enthalten.

### Entscheidung des Bundesarbeitsgerichts
Das Bundesarbeitsgericht hat in einem Beschluss vom 14. Dezember 2010 (Az. 1 ABR 19/10) die Tariffähigkeit der CGZP verneint. Das Gericht begründete dies im Wesentlichen mit den gleichen Argumenten wie die Vorinstanz. Die CGZP vertrat nur 1383 Mitglieder, während in der Zeitarbeitsbranche insgesamt etwa 760.000 Arbeitnehmer beschäftigt werden. Eine möglicherweise fehlende soziale Mächtigkeit der Einzelgewerkschaften spielte in den Entscheidungsgründen jedoch keine Rolle, da die Tarifunfähigkeit bereits aus o. g. formalen Kriterien (nicht vollständige Übertragung der Tarifzuständigkeit, Überschreitung des Organisationsbereichs) festgestellt werden konnte. Dieser Beschluss erfolgte zwar gegenwartsbezogen, das Gericht hat in seinen Entscheidungsgründen jedoch dargelegt, dass sich die zur Tarifunfähigkeit führenden Bestimmungen der CGZP-Satzung von 2009 mit gleichen Regelungen in den vorhergehenden Satzungen finden. Die mit der CGZP abgeschlossenen Tarifverträge galten für etwa 1.600 Betriebe mit insgesamt gut 280.000 Beschäftigten.

### Feststellung der vergangenheitsbezogenen Tarifunfähigkeit
Mit Beschluss vom 9. Januar 2012 (Az. 24 TaBV 1285/11) hat das Landesarbeitsgericht Berlin entschieden, dass die CGZP auch in der Vergangenheit nicht tariffähig war, konkret am 29. November 2004, am 19. Juni 2006 und am 9. Juli 2008. Es bestätigte damit die Entscheidung des Arbeitsgerichts Berlin vom 30. Mai 2011 (Az. 29 BV 13947/10) und orientierte sich dabei an der Begründung des Beschlusses des Bundesarbeitsgerichts. Die Rechtsbeschwerde wurde nicht zugelassen und die Nichtzulassungsbeschwerde am 22. Mai 2012 vom Bundesarbeitsgericht abgelehnt (Az. 1 ABN 27/12), so dass diese Entscheidung rechtskräftig ist. Des Weiteren hat das Bundesarbeitsgericht entschieden, dass nunmehr die fehlende Tariffähigkeit der CGZP seit ihrer Gründung rechtskräftig festgestellt ist (Az. 1 AZB 58/11 und 1 AZB 67/11).
Eine Feststellungsklage des Arbeitgeberverbandes auf Gültigkeit aller Tarifverträge seit 2003 wurde vom Arbeitsgericht Berlin im November 2011 als unzulässig abgewiesen (Az. 55 Ca 5022/11).

### Auswirkungen
Diese Entscheidung hat für diejenigen Arbeitgeber, die direkt oder über ihren Arbeitgeberverband mit der CGZP Tarifverträge eingegangen sind, gravierende Auswirkungen. Sämtliche Tarifverträge, die die CGZP als alleiniger Vertragspartner geschlossen hat, sind dann von Beginn an unwirksam. Diese Position wird auch in der Fachliteratur vertreten und die ersten Urteile von Arbeitsgerichten folgen dieser Argumentation (ArbG Herford, Az. 2 Ca 144/11 vom 4. Mai 2011 und ArbG Münster, Az. 4 Ca 2557/10 vom 13. Mai 2011), auch für den 2010 abgeschlossenen mehrstufigen Tarifvertrag mit dem AMP. Besonders relevant ist das bei § 9 Nr. 2 Arbeitnehmerüberlassungsgesetz. Die Vorschrift gestattet Ausnahmen vom Equal-Pay-Gebot – das heißt der Verpflichtung des Verleihers, den Leiharbeitnehmer zu denselben Arbeitsbedingungen (insbesondere denselben Lohn) zu beschäftigen, wie sie für die Stammbelegschaft im Entleiherbetrieb gelten – nur auf Basis eines Tarifvertrages. Die Zeitarbeitsunternehmen müssen bei Nichtigkeit des Tarifvertrages sowohl die Sozialversicherungsbeiträge für die Lohndifferenz der letzten vier Jahre an die Sozialversicherungsträger nachträglich entrichten als auch die Lohndifferenz selbst an den Arbeitnehmer, sofern keine einzelvertraglich vereinbarten Ausschlussfristen greifen oder die Ansprüche nicht verjährt sind. Im Gegensatz zum Arbeitsgericht Berlin hatte das Landesarbeitsgericht Berlin-Brandenburg angenommen, die Vereinte Dienstleistungsgewerkschaft (ver.di) wäre für die Zeitarbeitsbranche tarifzuständig.
In der Folge können die rund 280.000 betroffenen Beschäftigten Nachzahlungen einklagen.   Es ist möglich, dass durch den erhöhten Finanzierungsaufwand Arbeitgeber auch Insolvenz beantragen müssen. Neben den Gehaltsnachzahlungen für die Beschäftigten wird auch mit deutlichen Mehreinnahmen bei Steuer- und Sozialabgaben gerechnet.

### Entscheidungen der Landessozialgerichte
Im April und im Mai 2012 haben das Hessische Landessozialgericht und das Landessozialgericht Nordrhein-Westfalen entschieden, dass die Zeitarbeitsfirmen, die Tarifverträge mit der CGZP abgeschlossen hatten, Sozialversicherungsbeiträge nachzahlen müssen. Die Leiharbeitnehmer waren wie vergleichbare Arbeitnehmer des Entleihers zu bezahlen. Die Differenz für die Sozialversicherungsbeiträge, die auf den vorenthaltenen Lohn entfielen, ist nun nachzuzahlen.